# Asteroid av O-typ
En asteroid av O-typ är en sällsynt förekommande asteroid, som har ett spektrum som är likt asteroiden 3628 Boznemcová, vilken är den asteroid som bäst överensstämmer med spektrum för de meteoriter som är vanliga kondriter i undergrupperna L6 och LL6. 

## Lista
Sju asteroider klassificerades som av O-typ av den andra Small Main-Belt Asteroid Spectroscopic Survey (SMASS) men ingen av David J. Tholens Eight-Color Asteroid Survey. Med undantag av asteroiden 3628 Božněmcová i huvudasteroidbältet är alla dessa himlakroppar jordnära objekt från Apollo-, Aten- eller Amor-grupperna.
| Namn                                                     | Klass             | Diameter      | Referenser                              |
| -------------------------------------------------------- | ----------------- | ------------- | --------------------------------------- |
| 3628 Božněmcová                                          | huvudasteroidbält | 7,0 kilometer | 3628 Božněmcová på Minor Planet Center  |
| 4034 Vishnu                                              | Apollo-asteroid   | 0,4 kilometer | 3628 4034 Vishnu på Minor Planet Center |
| 4341 Poseidon                                            | Apollo-asteroid   | 2,3 kilometer | 4341 på Minor Planet Center             |
| 5143 Heracles                                            | Apollo-asteroid   | 4,8 kilometer | 5143 Heracles på Minor Planet Center    |
| (8201) 1994 AH2                                          | Apollo-asteroid   | 2,0 kilometer | 8201 på Minor Planet Center             |
| (162385) 2000 BM19                                       | Aten-asteroid     | 0,6 kilometer | 162385 på Minor Planet Center           |
| 1997 RT                                                  | Amor-asteroid     | 0,3 kilometer | 1997+RT på Minor Planet Center          |
| Diameter: endast medelvärde. Värdet kan ändras över tid. |                   |               |                                         |